# Assedio di Tarnovo
L'assedio di Tarnovo avvenne nella primavera del 1393 e portò a una decisiva vittoria ottomana. Con la caduta della sua capitale, l'Impero bulgaro fu ridotto a poche fortezze lungo il Danubio.

## Origini del conflitto
Tarnovo superava tutte le città bulgare per le sue dimensioni, i suoi tesori e le sue fortificazioni in parte naturali, in parte artificiali. Pertanto, per cominciare, i turchi attaccarono quest'area della Bulgaria.

## La battaglia
Nella primavera del 1393, Bayazid I radunò le sue truppe dall'Asia Minore, attraversò i Dardanelli e si unì al suo esercito occidentale, che probabilmente includeva alcuni sovrani cristiani della Macedonia. Affidò il comando principale al figlio Celebi, e gli ordinò di partire per Tarnovo. All'improvviso, la città fu assediata da tutte le parti. I turchi minacciarono i cittadini di fuoco e morte se non si fossero arresi.
La popolazione resistette ma alla fine si arrese dopo un assedio di tre mesi, a seguito di un attacco dalla direzione di Tsarevets, il 17 luglio 1393. La chiesa del Patriarca "Ascensione di Cristo" fu trasformata in una moschea, e anche il resto delle chiese fu trasformato in moschee, terme o stalle. Tutti i palazzi e le chiese di Trapezitsa furono bruciati e distrutti. Lo stesso destino era previsto per i palazzi degli zar di Tsarevets; tuttavia, parti delle mura e delle torri rimasero in piedi fino al XVII secolo.
In assenza dello zar Ivan Shishman, che tentò di combattere i turchi altrove, conducendo i resti delle sue truppe alla fortezza di Nikopol, il principale leader bulgaro nella città era il patriarca Eutimio. Egli partì per il campo turco con l'intenzione di placare il comandante turco, che ascoltò gentilmente le sue suppliche, ma che in seguito mantenne ben poco delle sue promesse.
Celebi lasciò la città dopo aver nominato un comandante locale. Il nuovo governatore radunò tutti i cittadini eminenti e i boiardi con un pretesto e li fece uccidere tutti.
Secondo la leggenda, Eutimio fu condannato a morte ma salvato all'ultimo instante da un miracolo.

## Conseguenze
In seguito, i principali cittadini della città furono mandati in esilio in Asia Minore, dove si perdono le loro tracce storiche. Il patriarca fu mandato in esilio in Tracia. Morì in esilio e in seguito fu salutato come santo nazionale del suo popolo.
I cittadini di Tarnovo rimasti nella città assistettero a quella che le fonti contemporanee descrissero come una "completa devastazione della città". I coloni turchi occuparono Tsarevets che da quel momento in poi fu chiamata Hisar. I discepoli di Eutimio si dispersero in Russia e Serbia, portando con sé libri bulgari, allo stesso modo in cui i dotti greci arricchirono l'Occidente con i vecchi classici. Molti mercanti e boiardi si convertirono all'Islam. La celebre chiesa dei Santi Quaranta Martiri, costruita da Ivan Asen II, alquanto danneggiata dopo la battaglia, fu trasformata in moschea.
La caduta di Tarnovo e l'esilio del patriarca Eutimio segnano la distruzione della Chiesa ortodossa bulgara. Già nell'agosto del 1394 il Patriarca di Costantinopoli incaricò il metropolita moldavo di portare i simboli episcopali a Tarnovo, dove giunse l'anno successivo. Nel 1402 Tarnovo ebbe un proprio metropolita, sottoposto al patriarca bizantino. Così, lo stato bulgaro cadde sotto il dominio turco mentre la chiesa bulgara cadde sotto il dominio greco.